# Johann Ertlin
Johann Ertlin (* etwa 1545 in Sulzdorf; † 26. März 1607 in Bamberg; auch Johann Oertlein) war ein deutscher katholischer Geistlicher und Weihbischof.
In Dillingen erhielt Ertlin den Grad eines Magisters der Philosophie. Anschließend wurde er Hofmeister in Eichstätt, 1567 „Prediger“ in Jettingen. 1568 wurde Ertlin zum Priester für das Bistum Eichstätt geweiht. Seine Primiz hielt er am 9. Februar 1568. Im Anschluss wurde er dort bischöflicher Kaplan, Domprediger und Professor. 1579 promovierte er zum Dr. theol. in Ingolstadt. 1576 wurde Johann Ertlein Chorherr in Forchheim und Pfarrer an der dortigen Sankt-Martin-Kirche. 
Der Bamberger Bischof Martin von Eyb wählte ihn am 4. November 1580 als Weihbischof aus. Am 10. Mai 1581 ernannte ihn Papst Gregor XIII. zum Titularbischof von Athyra und bestätigte ihn als Weihbischof in Bamberg. Der Weihbischof in Eichstätt, Wolfgang Holl, spendete ihm am 30. November 1581 in der Hofkapelle in Bamberg die Bischofsweihe. Johann Ertlin wurde Kanoniker bei der Stiftskirche Sankt Stephan und amtierte als Pfarrer an St. Martin in Bamberg. Er war beteiligt an der Einrichtung des Priesterseminars des Bistums Bamberg unter Bischof Ernst von Mengersdorf 1586. Ertlin sorgte für die innere Organisation dieser Einrichtung und setzte im Hochstift Bamberg die Reformen des Konzils von Trient um.